# 火星地質
火星地質學，或火星學，包含火星的組成、結構、物理性質、地質史等等。

## 地表

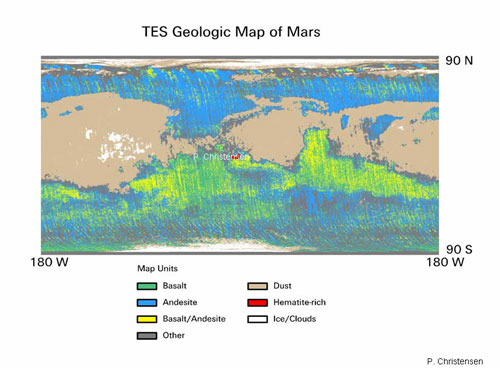
火星地表岩性

火星全球勘測者上的熱輻射光譜儀（TES）所測，以玄武岩和安山岩來說，北方低原和南方高地安山岩較多，而南方高地近赤道的部份區域則玄武岩較多，但是有部分地表由於被沙塵覆蓋而未知下方岩性。
各探測器分析著陸地點的土壤成分：
| 元素 | 重量百分比 |
| 元素 | 海盜1號    |
| ---- | ---------- |
| 氧   | 40-45      |
| 矽   | 18-25      |
| 鐵   | 12-15      |
| 鉀   | 8          |
| 鈣   | 3-5        |
| 鎂   | 3-6        |
| 硫   | 2-5        |
| 鋁   | 2-5        |
| 銫   | 0.1-0.5    |

## 內部結構

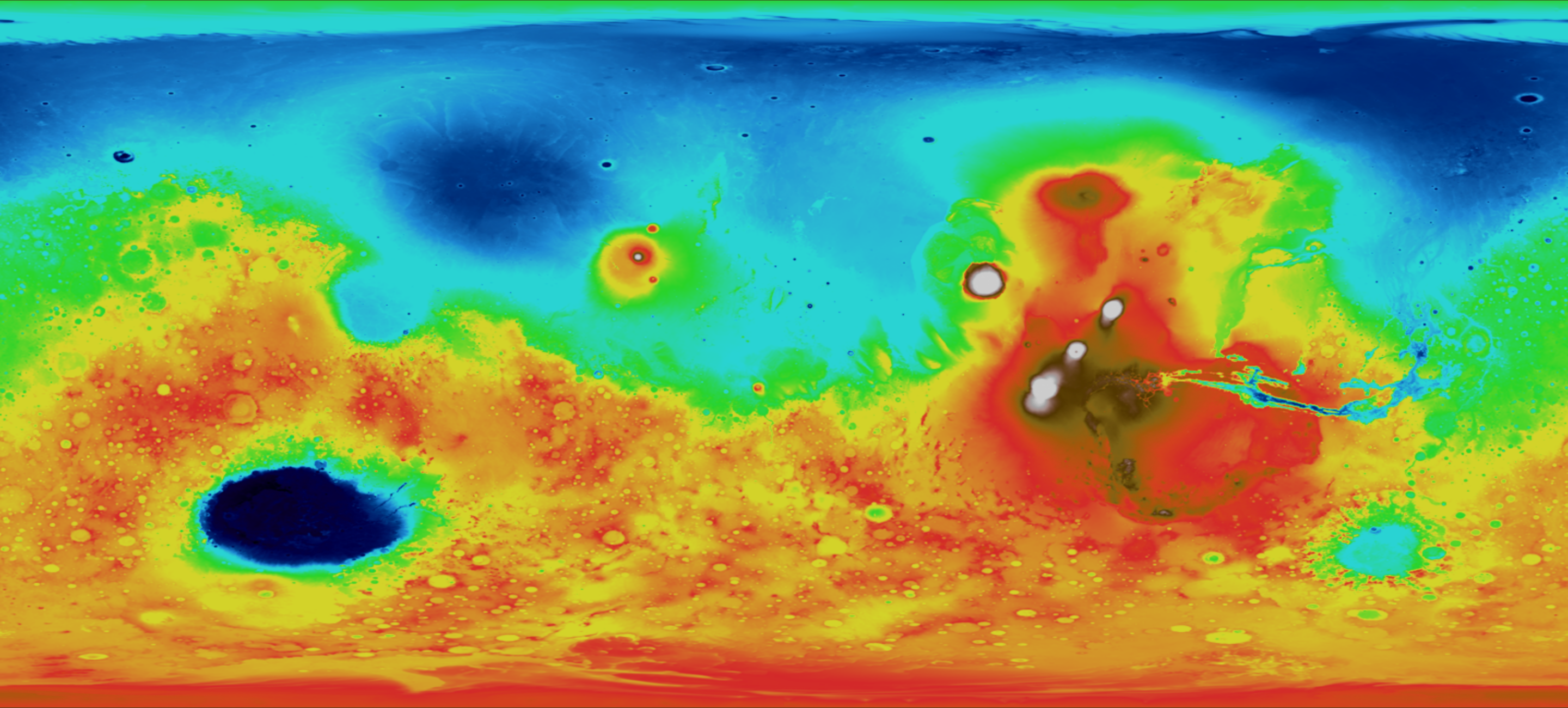
火星地形圖，中央為東經180度

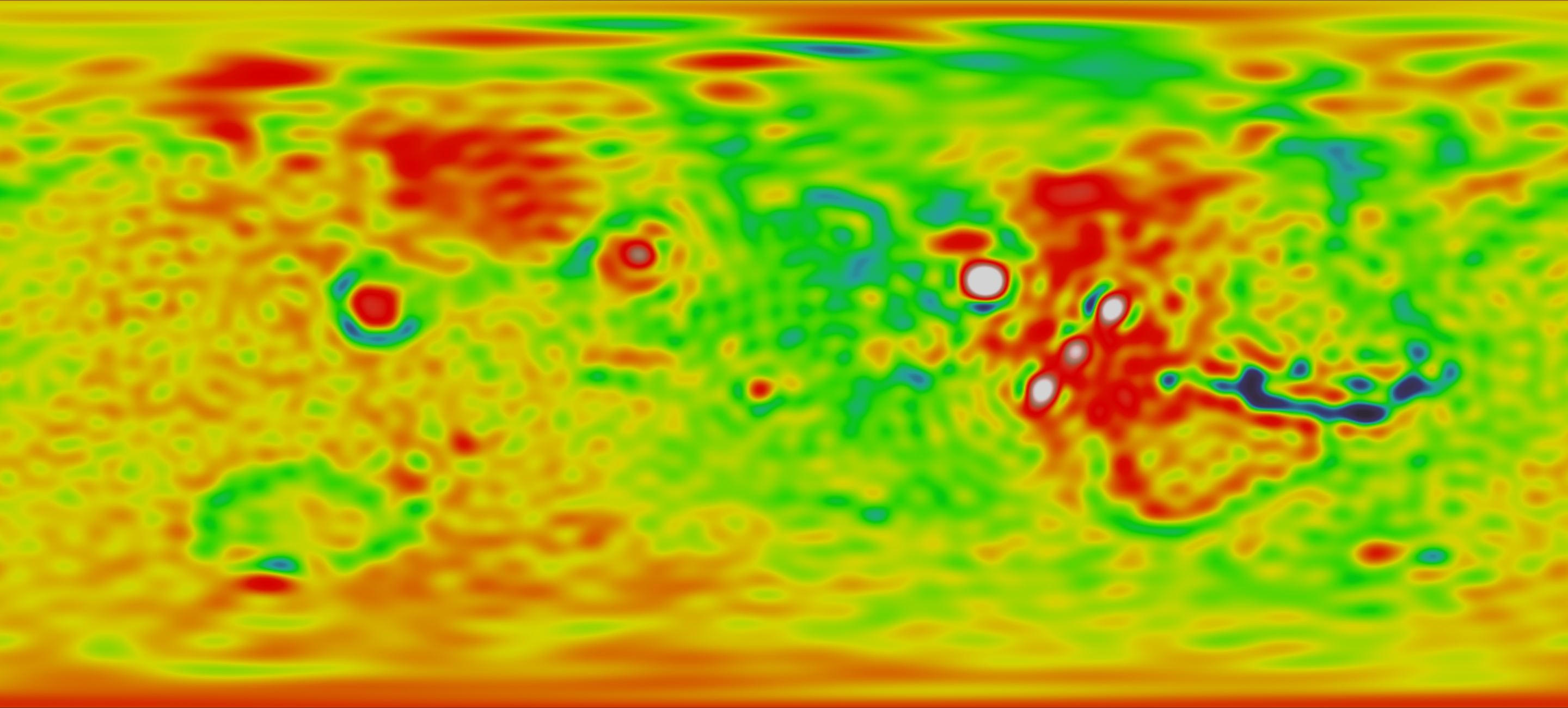
火星重力圖，中央為東經180度

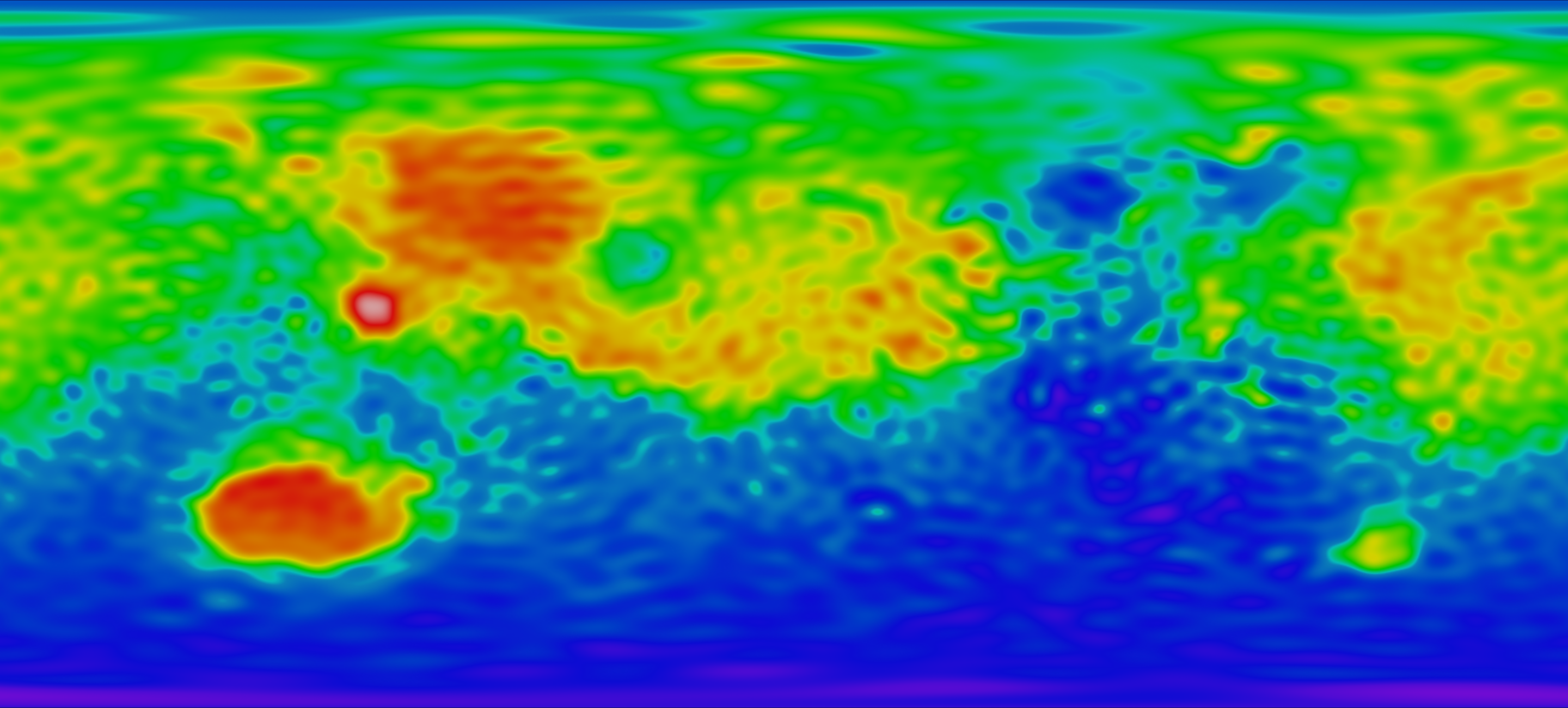
火星莫荷面地形圖，中央為東經180度

對於火星結構，目前無法像地球是以地震波測量，而是分析探測船的軌道資料，以克卜勒第三定律推得星球質量，再由轉動慣量推得內部可能的分層結構（如不同的地核大小會造成不同的自轉週期）。再加上既有經驗，分為地核、地函和地殼。

### 地核
地核半徑約為火星半徑的一半，除了主要的鐵還包含15~17%的硫，較輕元素含量亦為地球的兩倍，故熔點較低，使地核部份為液態，如地球的內外核。

### 地函
核外包覆矽酸鹽的地函，曾形成火星地表的構造與火山，但現今似乎不活動了。

### 地殼
最外層是地殼。火星全球勘測者是首個進行詳細的全球地形、重力、磁場等勘測的人造衛星，右方第一張圖是以雷射測距得知地形高度，詳見火星地理。第二張重力圖則是藉由衛星與地球間通訊的時間差變化，推得衛星的速度變化進而得出重力變化。衛星在低軌道飛行，假如經過某處上空時加速，表示此處重力較強（衛星以重力做向心力），亦表示下方地殼質量較大，通常受到地殼的厚度的影響，因此可推得第三張圖：莫荷面地形圖，而莫荷面就是地殼地函交界面。
這三張圖皆以藍、綠、黃、紅、白表示低到高。由第一張圖可清楚看見南北地形高度的差異；第二張圖，一些撞擊盆地如伊希地平原、烏托邦平原和阿爾及爾平原為重力較高處，即質量瘤，而火山地區如塔爾西斯、埃律西昂、阿波里那山、泰瑞納山、哈德里亞卡山和安翡翠特斯山亦為高重力區（但不包括大瑟提斯高原），右邊橫向的低區是水手號峽谷；第三張圖亦可看出南北差異，只是分界和地表地形的有些許不同。另外，希臘平原等撞擊盆地為高區亦是質量瘤的現象。
得出的地殼厚度，北方低原厚40公里，南方高原厚70公里，平均50公里，塔爾西斯高原和南極高原至少80公里，而在撞擊盆地較薄，如希臘平原只有近10公里。而最厚可達125公里。 反觀地球，平均厚約40公里，以兩個星球大小比例來看只有火星的三分之一。

## 地質年代

### 依撞擊坑密度劃分
對於火星地表年齡，在能直接取樣定年以前，只能靠探測照片推定，因而發展出撞擊坑計數法：依照一地的撞擊坑密度來估算地表年齡，越密則越古老，越疏則越年輕，因為自太陽系誕生以來，太空中的小行星會隨著時間推進漸漸被清空，撞擊頻率因而越來越少，且越老的地表本就可能累積較多撞擊坑。
若一地撞擊坑密佈、甚至相鄰相疊，此地可能老於35億年，包括約41億至38億年前的後期重轟炸期。如月球撞擊坑普遍密佈的高地，約有44億至38億年；而撞擊坑小而稀的月海則較年輕（38億至32億年）。火星南方高地撞擊坑密布，較古老；平坦的北方低原則較年輕，所以地表的不同地方有不同年齡。依照這個方法，火星地質年代分為四個階段：
- 前诺亚纪（Pre-Noachian Period），46至41億年前。火星的撞擊與火山事件會使早期地表不復存在，因而將沒有留下實質地表的最早的數億年歸為前諾亞紀。此時期包括了北方低地形成、烏托邦平原的形成。此時期並沒有被廣泛接受，有些將之納入諾亞紀。
- 諾亞紀（Noachian Period），41至37億年前，再分為早、中、晚諾亞紀。這時期火山活動旺盛，隕石撞擊頻繁，大氣層較厚（至少早期是如此），也可能更溫暖，而水分多，可能存在湖泊甚至海洋，侵蝕旺盛，形成河谷，水流也帶來沉積物沉積。塔爾西斯形成。此時期是以南半球的諾亞高地命名。
- 赫斯珀里亚纪（Hesperian Period），37至30億年前，再分為早、晚赫斯珀利亞紀。此時期是一個轉換到現在的過渡期，大量的水開始滲入地底凍結，由於水的減少，侵蝕搬運減少，雖然有時會有地下水層爆發造成地方性的崩塌、洪水。地質作用減少，主要是大片熔岩平原形成。此時期是以南半球的赫斯珀利亞高原命名。
- 亚马逊纪（Amazonian Period），30億年前至現在，再分為早、中、晚亞馬遜紀。此時期與現在類似，乾、冷，地質作用和隕石撞擊更少、但更多樣，而不時有些許水份自岩石溢出至大氣或地表，形成溪壑。奧林帕斯山和熔岩平原在此時形成。此時期是以北半球的一個被熔岩填平的亞馬遜平原來命名。

順帶一提，地球、金星等由於強烈的地表侵蝕、重塑與再造，早期的地表無法保留原貌，因此不能以隕石坑疏密度來建立地質年代表。
與地球的地質年代比較，左到右分別為冥古宙、太古宙、元古宙和顯生宙：

### 依礦物劃分
根據近年火星快車號的OMEGA光學與紅外線光譜資料分析後提出了與地質學和礦物學相關的火星地質年代分類。這個地質年代分類方式將火星地質歷史分成三個時期：矽期、硫期與鐵期：
- 矽期（Phyllocian，命名自富含黏土的頁矽酸鹽礦物，為此時期的特徵）：從火星形成直到40億年前。為了使頁矽酸鹽形成，鹼性水的環境應該已經存在。一般認為這個時期的沉積物是尋找火星古代生命存在證據的最佳選擇。

- 硫期（Theiikian，源於希臘文的，意為「硫的」，指此時形成的硫酸鹽礦物）：40至35億年前，是火山活動的時期。除了岩漿以外，氣體（尤其二氧化硫）被釋放出來與水產生化學反應造成硫酸鹽形成酸性環境。火星勘察衛星的高解析度成像科學設備（HiRISE）在這時期的地表發現水和岩漿作用的證據[13]。

- 鐵期（Siderikan，源於希臘文中代表鐵的）：从35億年前至今，火山活動停止和液態水消失。主要的地質作用就是含鐵岩石和火星大氣層中的過氧化物產生化學反應造成紅色的鐵氧化物，造成火星現在的顏色。

## 火山
火星自古以來即有火山活動，像泰瑞納山、哈德里亞卡山和阿波里那山皆可追溯到諾亞紀晚期，山坡坡度低且飽受風或水流的侵蝕；大瑟提斯高原亦是古老的火山，在中央下陷處有兩個破火山口；洪流玄武岩造成的熔岩平原無論在北方低原、火山周圍或南方高地的撞擊坑之間都有分布；塔爾西斯和埃律西昂則一直到亞馬遜紀早期都有火山形成，如14.1公里高的埃律西昂山和塔爾西斯的四座盾狀火山，包括21.3公里高、亦為太陽系最高的奧林帕斯山。這些火山直徑達數百公里，坡度又緩，加上火星小、表面較地球更彎曲，使很多火山從太空才看得到山頂，從火星地表上只能看到邊緣懸崖或半山腰。目前尚未觀測到任何火星的火山活動。

## 磁場

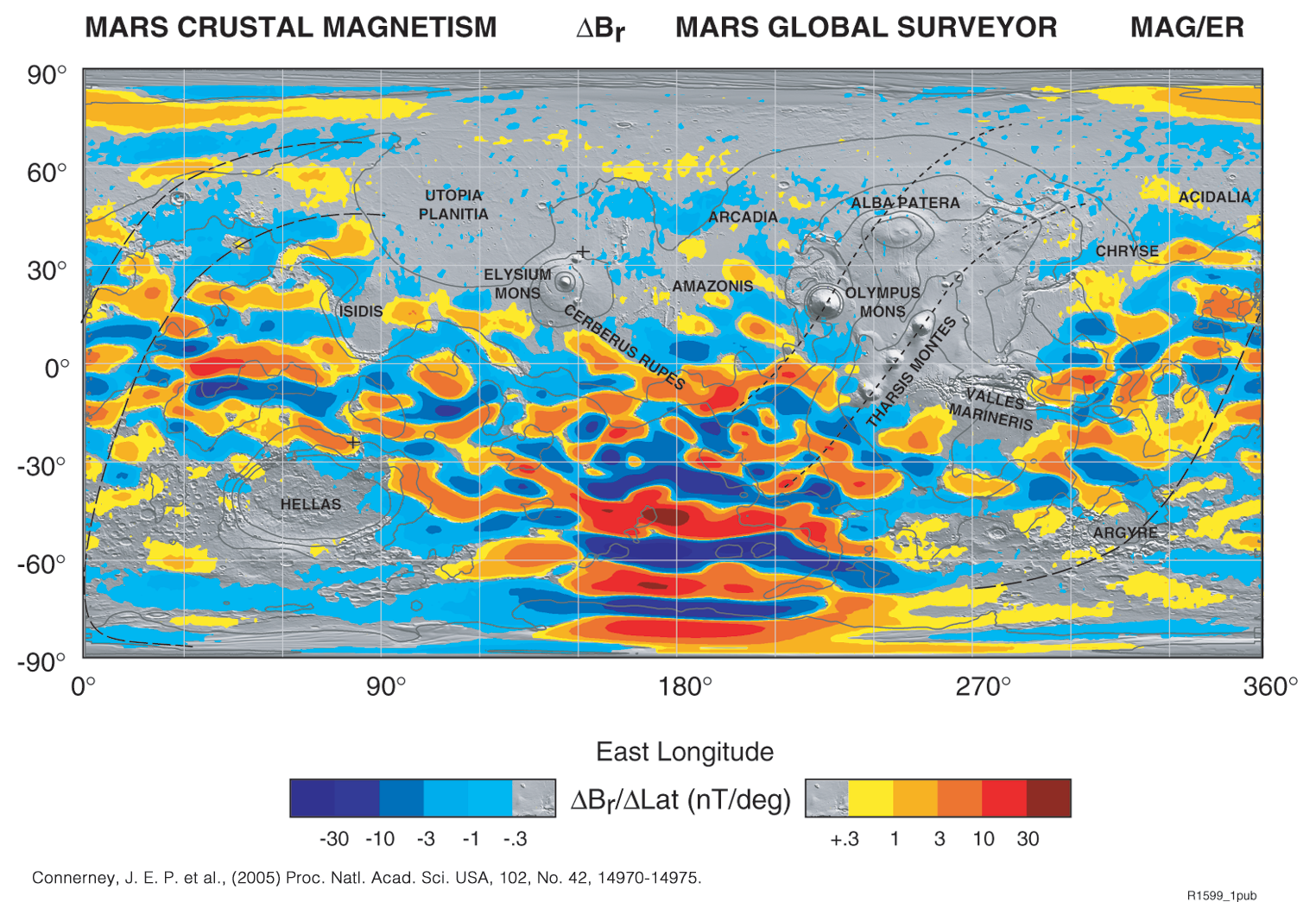
火星全球勘測者所製的火星地殼磁場圖

1997年，火星全球勘測者進行氣阻減速以進入環火星軌道時，就測量到了磁場，但並非地球那樣的全球磁場，而是在接近地表時才量到，是地殼磁化的殘留磁場，且磁場方向、大小隨地點而異。右圖為累積數年的觀測結果，顯示分布全球、一條條磁場方向相反的帶狀區域。圖中希臘平原、烏托邦平原並沒有被磁化，這是因為撞擊後岩石受熱熔化而消除原來的磁場紀錄，雖然冷卻後應再度被磁化，但實際上沒有，表示磁場在那時已經消失，也就是全球性磁場只存在於前諾亞紀。
此圖的帶狀特徵（尤其是中下方的辛梅利亞高地）成因仍然未解。MGS的團隊認為，條紋類似地球中洋脊兩側的磁場紀錄，且還有類似轉形斷層等的特徵，說明火星早期可能有板塊構造。愛達荷大學的Ken Sprenke認為是熱點相對於地殼移動造成，如地球的夏威夷-帝王島鏈，而同時存在多個熱點即造成相互平行的條紋，並由撞擊盆地的分布推測是捕獲衛星的重力潮驅使地殼移動。科羅拉多大學的Shijie Zhong則認為是地函對流驅使地殼移動。
預計2013年發射的MAVEN將搭載2個磁力儀再度測量磁場，軌道比當時MGS更低以取得更高的解析度。
現在地殼磁場較強的區域就像小型磁層，測量到電離層較高的區域也符合這些位置。不過這些散佈南半球的小磁層可能並非保護大氣免受太陽風剝蝕，反而藉由與太陽風作用使高層大氣剝離。

## 水文
火星的峽谷主要有兩類：溢出河道和樹狀河谷。前者非常巨大，可寬達100公里、長過2000公里，呈流線型，主要分佈於較年輕的北半球，如克律塞平原周圍的提爾谷和卡塞峽谷等。源頭常有的混沌地形指出可能是大量水釋出時的洪水所侵蝕而成，但實際上源頭似乎無法含有足夠水量以造成如此侵蝕，且水道末端沒有明顯的沉積。樹狀河谷則廣布於古老南方高地，雖形貌類似地球上的河流水系，但火星上此類谷地底部沒有類似乾河床的地形，因此可能不是地表水流而是由地下水流造成此類谷地：地下水流出後地表崩落成。
此外，火山活動所噴發的熔岩有時會形成熔岩渠道（lava channel）；地殼受應力而產生裂隙、斷層，形成眾多平行延伸的堑沟（fossa），如巨大火山高原塔爾西斯周圍放射狀分布的眾多堑沟群，而這亦可能再引發火山活動。另外還有巨大的水手號峽谷。

## 外部連結
- USGS Astrogeology: Mars Digital Geologic Maps （页面存档备份，存于）：美國地質調查局收錄火星地質圖的網頁，含有各尺寸、各時期所繪製的詳細地質圖。此外還收錄其他星球的地質圖。
- Lunar and Planetary Institute - Mars Map Catalog （页面存档备份，存于）：包含一張地質圖和運河地圖
- U.S.G.S. Planetary GIS Web Server - PIGWAD (Planetary Interactive G.I.S.-on-the-Web Analyzable Database) - Mars Downloads：含地質圖、地形圖等